# Наталија (ТВ серија)
Наталија је југословенска ТВ серија снимљена 1998. године у продукцији Телевизије Београд.

## Улоге
| Глумац       | Улога |
| ------------ | ----- |
| Саша Али     | Душан |
| Гордан Кичић | Марко |

Комплетна ТВ екипа ▼
| Редитељ  | Марко Шопић    |
| Монтажер | Маријан Рубеша |